# نوكيا لوميا 820
نوكيا لوميا 820 (بالإنجليزية: Nokia Lumia 820)‏ هو هاتف ذكي من نوكيا ضمن سلسلة لوميا يعمل بنظام ويندوز فون، تم طرحه في الأسواق في 7 نوفمبر 2012.

## الخصائص
- نظام التشغيل: ويندوز فون
- الكاميرا الخلفية: 8 ميجابكسل
- الشاشة: شاشة لمس
- الوزن: 160 غ (5.6 أونصة)
- المعالج: 1.5 جيجا هرتز ثنائي النواة
- الذاكرة: 8 جيجابايت